# Páros szabad program szinkronúszás a 2017-es úszó-világbajnokságon
A 2017-es úszó-világbajnokságon a szinkronúszás páros szabad programjának selejtezőjét július 18-án, döntőjét pedig július 20-án rendezték meg a Városligetben.

## Versenynaptár
| Dátum                       | Időpont | Forduló   |
| --------------------------- | ------- | --------- |
| 2017. július 18., kedd      | 19:00   | Selejtező |
| 2017. július 20., csütörtök | 11:00   | Döntő     |

## Eredmény
Zölddel kiemelve a döntőbe jutottak
| Helyezés  | Versenyzők                                                        | Nemzetiség | Selejtező | Selejtező | Döntő   | Döntő    |
| Helyezés  | Versenyzők                                                        | Nemzetiség | Pont      | helyezés  | Pont    | Helyezés |
| --------- | ----------------------------------------------------------------- | ---------- | --------- | --------- | ------- | -------- |
| Aranyérem | Szvetlana Kolesznyicsenko Alekszandra Packevics                   | RUS        | 96.6333   | 1         | 97.0000 | 1        |
| Ezüstérem | Csiang Ting-ting (Jiang Tingting) Csiang Ting-ting (Jiang Wenwen) | CHN        | 94.9333   | 2         | 95.3000 | 2        |
| Bronzérem | Anna Volosina Jelizaveta Jahno                                    | UKR        | 92.8333   | 3         | 93.2667 | 3        |
| 4         | Yukiko Inui Kanami Nakamaki                                       | JPN        | 92.6000   | 4         | 93.1333 | 4        |
| 5         | Ona Carbonell Paula Ramírez                                       | ESP        | 91.3667   | 5         | 91.7333 | 5        |
| 6         | Linda Cerruti Costanza Ferro                                      | ITA        | 90.7000   | 6         | 90.5667 | 6        |
| 7         | Claudia Holzner Jacqueline Simoneau                               | CAN        | 88.9667   | 7         | 89.0000 | 7        |
| 8         | Evangelia Papazoglou Evangelia Platanioti                         | GRE        | 87.3000   | 8         | 87.6333 | 8        |
| 9         | Anna-Maria Alexandri Eirini-Marina Alexandri                      | AUT        | 86.6333   | 9         | 86.7000 | 9        |
| 10        | Karem Achach Nuria Diosdado                                       | MEX        | 86.4333   | 10        | 86.5333 | 10       |
| 11        | Anita Alvarez Victoria Woroniecki                                 | USA        | 84.3000   | 11        | 84.1333 | 11       |
| 12        | Alexandra Nemich Yekaterina Nemich                                | KAZ        | 84.2000   | 12        | 83.9000 | 12       |
| 13        | Jang Hyon-ok Min Hae-yon                                          | PRK        | 83.7667   | 13        |         |          |
| 14        | Marie Annequin Solene Lusseau                                     | FRA        | 83.6000   | 14        |         |          |
| 15        | Luisa Borges Maria Clara Coutinho                                 | BRA        | 82.8333   | 15        |         |          |
| 16        | Kate Shortman Isabelle Thorpe                                     | GBR        | 82.5667   | 16        |         |          |
| 17        | Iryna Limanouskaya Veronika Yesipovich                            | BLR        | 82.5333   | 17        |         |          |
| 18        | Bregje de Brouwer Noortje de Brouwer                              | NED        | 80.2000   | 18        |         |          |
| 19        | Marlene Bojer Daniela Reinhardt                                   | GER        | 79.9667   | 19        |         |          |
| 20        | Kiss Szofi Schwarcz Anett                                         | HUN        | 79.8333   | 20        |         |          |
| 21        | Estefanía Álvarez Mónica Arango                                   | COL        | 79.8000   | 21        |         |          |
| 22        | Maxence Bellina Maria Piffaretti                                  | SUI        | 79.7333   | 22        |         |          |
| 23        | Alžběta Dufková Sabina Langerová                                  | CZE        | 79.2667   | 23        |         |          |
| 24        | Camila Arregui Trinidad López                                     | ARG        | 76.7000   | 24        |         |          |
| 25        | Lara Mechnig Marluce Schierscher                                  | LIE        | 76.5000   | 25        |         |          |
| 26        | Defne Bakirci Misra Gündeş                                        | TUR        | 76.4667   | 26        |         |          |
| 27        | Lee Ri-young Uhm Ji-wan                                           | KOR        | 76.4000   | 27        |         |          |
| 28        | Debbie Soh Miya Yong                                              | SIN        | 76.0000   | 28        |         |          |
| 29        | Petra Ďurišová Diana Miškechová                                   | SVK        | 75.8000   | 29        |         |          |
| 30        | Samia Hagrass Dara Tamer                                          | EGY        | 75.5667   | 30        |         |          |
| 31        | Eden Blecher Yael Polka                                           | ISR        | 75.2000   | 31        |         |          |
| 32        | Gan Hua Wei Lee Lee Yhing Huey                                    | MAS        | 73.7333   | 32        |         |          |
| 33        | Nevena Dimitrijević Jelena Kontić                                 | SRB        | 73.0667   | 33        |         |          |
| 34        | Bianca Consigliere Isidora Letelier                               | CHI        | 72.3667   | 34        |         |          |
| 35        | Julia Mikołajczak Swietłana Szczepańska                           | POL        | 72.2333   | 35        |         |          |
| 36        | Daniela Bozadzhieva Hristina Damyanova                            | BUL        | 72.0667   | 36        |         |          |
| 37        | Maria Gonçalves Cheila Vieira                                     | POR        | 70.8667   | 37        |         |          |
| 38        | Fiorella Calvo Natalia Jenkins                                    | CRC        | 70.5667   | 38        |         |          |
| 39        | Emma Manners-Wood Laura Strugnell                                 | RSA        | 67.4667   | 39        |         |          |
| 40        | Eva Morris Jazzlee Thomas                                         | NZL        | 66.4000   | 40        |         |          |
| 41        | Haruka Kawazoe Christie Poon                                      | HKG        | 65.7333   | 41        |         |          |
| 42        | Melissa Alonso Carelys Valdes                                     | CUB        | 64.9333   | 42        |         |          |
| 43        | Allyssa Salvador Jemimah Tiambeng                                 | PHI        | 57.5333   | 43        |         |          |